# تپه علی گرزان سفلی
تپه علی گرزان سفلی مربوط به عصر مس و سنگ میانی است و در شهرستان صحنه، بخش دینور، روستای علی گرزان واقع شده و این اثر در تاریخ ۱۸ خرداد ۱۳۸۴ با شمارهٔ ثبت ۱۱۸۴۸ به‌عنوان یکی از آثار ملی ایران به ثبت رسیده است.